# Зраим
Зраи́м, Зераим (ивр. זְרָעִים‎ — «семена; посевы») — первый из шести разделов Мишны. Состоит из 11 трактатов, 10 из которых посвящены законам Устной Торы, связанным с обработкой земли. Первый из трактатов, Брахот, посвящён законам благословений и молитв. В Вавилонском Талмуде из раздела Зраим есть комментарий лишь на трактат Брахот, в Иерусалимском Талмуде есть все 11 трактатов.
Зраим излагает и разрабатывает установления Торы, которые касаются прав бедняков, коэнов и левитов на урожай, а также правила и законы об обработке и засеивании земли. Эти законы распределены по 10 трактатам, каждый из которых имеет дело с отдельным аспектом общей темы, давшей имя разделу. Первый трактат — Брахот посвящён ежедневным молитвам и богослужениям.

## Последовательность трактатов
Список трактатов: Брахот, Пеа, Дмай, Килаим, Швиит, Трумот, Маасрот, Маасер шени, Хала, Oрла и Бикурим.
Практически все печатные и рукописные издания Мишны и Талмуда придерживаются этого порядка.
В Мюнхенской рукописи, написанной в 1343 году раздел Брахот находится между Моэд и Нашим. В Кодексе Мишны Кауффманна трактаты Маасерот и Маасер Шейни переставлены местами. Скорее всего это связано с техническими причинами, а не с умышленным отклонением от принятой последовательности. Было сделано несколько попыток объяснить последовательность трактатов в разделе (Рамбам, «Введение в раздел Зераим»; Введение Соломона Сириллоса (Solomon Sirillos) к его Комментарию к разделу Зераим Иерусалимского Талмуда; и З. Френкель, Пути Мишны (Даркей ха-Мишна), с. 257). Среди определяющих факторов выделяют порядок, в котором законы появляются в Пятикнижии; число глав в трактате; частоту событий, требующих применения законов, обсуждаемых в трактате.

## Трактаты

### Брахот
Брахот (Благословления). Имеет дело с молитвами и иудейским богослужением. Его установления касаются основных частей ежедневных молитв и форм благодарения бога за еду и по разным другим поводам. Содержит материалы, касающиеся публичных служб и индивидуальных молитв. Состоит из 9 глав.

### Пеа
Пеа (Край). Объясняет законы края поля, где урожай должен быть отдан бедняку, а также другие обязанности материально помогать беднякам в соответствии со сказанным в Ваикра 19, 9—10; 23, 22; Дварим 24, 19—21. Состоит из 8 глав.

### Дмай
Дмай (Сомнительный). Обсуждает урожай, относительно которого имеются сомнения, отделена ли от него десятина. Состоит из 7 глав.

### Килаим
Килаим (Смеси). Имеет дело с запретом смешивать растения, животных и ткани согласно Вайикра 19, 19; Дварим 22, 9—11. Состоит из 9 глав.

### Швиит
Швиит (Седьмой). Обсуждает установления об отдыхе, который дается земле, и о прощении долгов в каждый седьмой год (называющийся Шмита). См. Шемот 23, 11; Вайикра 25, 2—7; Дварим 15, 1—11. Состоит из 10 глав.

### Трумот
Трумот (Возношение даров). Излагает законы о доле урожая, предназначенной Коэну согласно Бамидбар 18,12. Состоит из 11 глав.

### Маасрот
Маасрот (Десятины). Его темой является «первая десятина» (маасер) урожая, которая должна ежегодно передаваться Леви согласно Вайикра 27, 30 — 33; Бамидбар 18, 21—24. Состоит из 5 глав.

### Маасер шени
Маасер шени (Вторая десятина). Подробно разбирает правила, по которым надо отделять вторую десятину в первый, второй, четвёртый и шестой годы семилетия в соответствии со стихами Дварим 14, 22—29. Состоит из 5 глав.

### Хала
Хала (Тесто). Имеет дело с правилами, касающимися доли теста, которое нужно отдать Коэну. См. Бамидбар 15, 20—21. Состоит из 4 глав.

### Орла
Орла («Необрезание» деревьев). Имеет дело с запретом использовать плод молодого дерева в первые три года и с правилами использования плодов в четвёртый год. См. Вайикра 19, 23—24. Состоит из 3 глав.

### Бикурим
Бикурим (Первые плоды). Излагает установления о приношении первых плодов в Храм (см. Дварим 26, 1—11) и включает описание церемонии приношения. Состоит из 3 глав.